# Alfredo Despaigne
Artikeln följer den spanska namnseden; faderns efternamn är Despaigne och moderns efternamn Rodríguez.
Alfredo Despaigne Rodríguez, född den 17 juni 1986 i Palma Soriano, är en kubansk basebollspelare som tog silver för Kuba vid olympiska sommarspelen 2008 i Peking. Despaigne är outfielder.
Despaigne representerade även Kuba vid World Baseball Classic 2009, 2013 och 2017. 2009 spelade han fem matcher och hade ett slaggenomsnitt på 0,235, en homerun och två RBI:s (inslagna poäng), 2013 spelade han sex matcher och hade ett slaggenomsnitt på 0,389, tre homeruns och åtta RBI:s och 2017 spelade han sex matcher och hade ett slaggenomsnitt på 0,474, tre homeruns och sex RBI:s.
Despaigne ansågs under 2010-talet vara en av de bästa spelarna i den kubanska ligan. Säsongen 2008/09 satte han nytt ligarekord med 32 homeruns. Rekordet slogs senare, men säsongen 2011/12 återtog Despaigne rekordet genom att slå 36 homeruns.
Sommaren 2013 tilläts Despaigne spela professionell baseboll i Liga Mexicana de Béisbol. Det ansågs vara låg risk för att han skulle hoppa av, och det gjorde han inte heller utan återvände till Kuba efter 33 matcher för Piratas de Campeche. Senare har han även spelat i japanska Nippon Professional Baseball (NPB).